# Palazzo dei Capitani w Malcesine

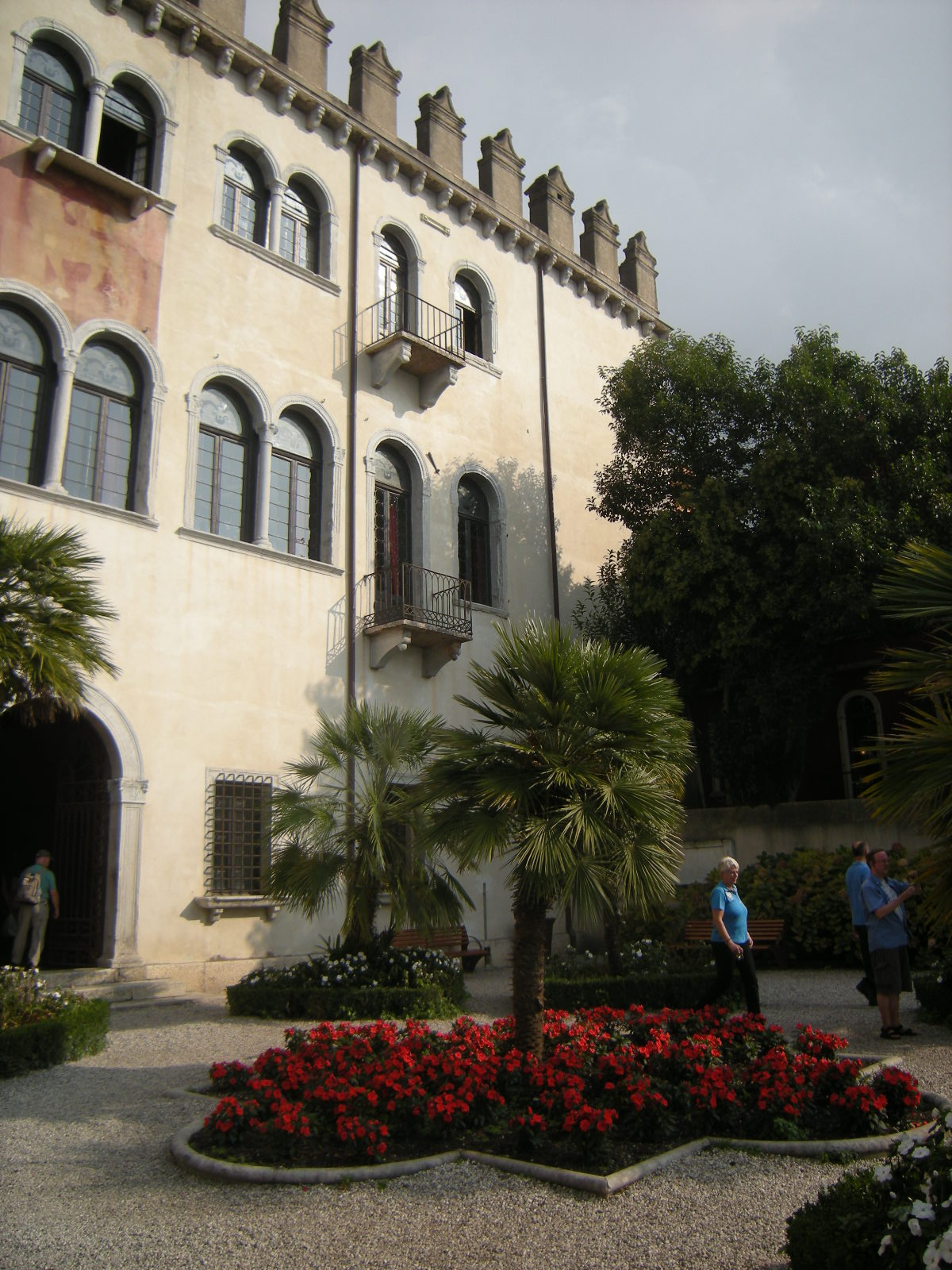
Pałac Kapitanów - fasada od strony jeziora

Palazzo dei Capitani (pol. Pałac Kapitanów) – zabytkowy budynek w Malcesine we Włoszech, na wschodnim brzegu jeziora Garda. W XVII-XIX w. siedziba Kapitanów Jeziora Garda (wł. Capitano del Benaco), zawiadujących z upoważnienia Republiki Weneckiej całością spraw związanych z żeglugą i rybołówstwem na tym akwenie.

## Położenie
Budynek znajduje się w nadbrzeżnej części starego miasta Malcesine, przy Via Capitanato, tuż na północ od starego portu miasta. Wzniesiono go w taki sposób, że front został skierowany ku jezioru, od którego oddziela go okazały ogród.

## Historia
Został zbudowany przez Scaligerich na przełomie XIII i XIV wieku na pozostałościach rzymskich i romańskich. Zredukowany do prostych ścian, być może z powodu trzęsienia ziemi lub pożaru, stał się własnością pochodzącego z Werony Francesco Mercantiego, a następnie jego synów. Sprzedali oni go 18 grudnia 1473 roku Alessandro Miniscalchiemu. Z aktów sprzedaży z 1477 r. wynika, że budynek został już odbudowany w stylu weneckim i bogato ozdobiony. W 1618 r. Werona na wniosek Republiki Weneckiej kupiła budynek na rezydencję Kapitana Jeziora i w tym okresie przechodził on różne remonty. 20 marca 1854 roku Werona wydzierżawiła budynek miastu Malcesine, które w 1897 roku stało się jego wyłącznym właścicielem. W 1902 roku obiekt został uznany za pomnik narodowy.
- PARTER.Od strony ulicy budynek wyróżnia XV-wieczna fasada w stylu gotyku weneckiego. Wchodząc do budynku, po kilku krokach znajdujemy się w dużej sieni, na której sklepieniu znajduje się fresk, przedstawiający u góry weneckiego lwa św. Marka na tle Rocca di Malcesine ("Skała Malcesine"), a poniżej herby Werony (złoty krzyż na błękitnym tle) i „Kapitana Jeziora” z 1672 r., Lodovico Giustiego[1]. Na ścianie północnej tablica w języku łacińskim przypomina o zasługach kapitana Domenico Becellego, który ocalił brzegi jeziora przed wydarzeniami wojny o sukcesję hiszpańską na początku XVIII wieku. Przez portal znajdujący się na wschodniej ścianie wychodzi się na niewielki ogród z palmami i kwiatowymi rabatami. Ciągnie się on do brzegu jeziora z przystanią, w które cumowała „ganzarina” - służbowa łódź Kapitana. Pomieszczenia po obu stronach sieni były wykorzystywane przez wartowników, sekretariat, a także jako magazyny i stajnie.
- PIERWSZE PIĘTRO. Z atrium strome kamienne schody prowadzą na główne piętro. Skręcając w lewo wchodzi się do holu z dużymi weneckimi oknami i balkonem z widokiem na jezioro. Kasetonowy sufit zdobią motywy liści i kwiatów na przemian z herbami Miniscalchich oraz Lodronów, rodziny z Trydentu spokrewnionej z Miniscalchimi. Pod kratownicą dookoła biegnie gzyms ozdobiony malowanymi maskami, aniołkami, konikami morskimi i ptakami. Drzwi wejściowe do holu wykonane są z miejscowego ciemnego kamienia, zdobionego drobną płaskorzeźbą. Architraw niesie motto: „Stat sine morte decus” (Wspaniałość nigdy nie zawodzi). Na usytuowanym wyżej łuku, prawdopodobnie ozdobionym freskami w 1618 r., można przeczytać łaciński napis, brzmiący w tłumaczeniu: "Miasto Werona w 1618 r. kupiło i przekazało ten budynek Kapitanom Jeziora Benaco". Drzwi od strony północnej prowadzą do pomieszczenia, będącego niegdyś przedpokojem dla gości oczekujących audiencji, które Kapitan prowadził w holu. Z pomieszczenia wchodziło się do pokoi prywatnych Kapitana, a następnie do kaplicy pod wezwaniem św. Zenona.

- DRUGIE PIĘTRO. Ze środkowej sali kamienne schody prowadzą na drugie piętro, gdzie znajdowały się pokoje służby i kapelana.